# Reksizam
Reksizam je bio fašistički pokret aktivan u Belgiji u prvoj polovici 20. stoljeća.  Iako svoje korijene vuče još od kraja Prvog svjetskog rata, pokret je politički okupljen 1930. u Parti Rexiste koju je osnovao Leon Degrelle.  Stranka je u početku zagovarala konzervativne katoličke vrijednosti, ali se s vremenom približila nacizmu; većina članova, uključujući i samog Degrellea, je za vrijeme okupacije surađivala s Nijemcima. 
Naziv pokreta proizlazi iz slogana Christus Rex (Krist Kralj) koji označava zagovaranje katoličkih vrijednosti i velikog utjecaja Crkve u organizaciji države; u ondašnjoj Belgiji su postojale i konzervativne novine naziva Christus Rex za koje je Degrelle radio dok nije pokrenuo vlastite Éditions de Rex.  Osim isticanja tradicionalnih katoličkih vrijednosti, stranka je zagovarala ukidanje demokracije, uvođenje korporativističke organizacije, elemente nacionalizma, socijalnu jednakost, ali i žestoki antikomunizam.  Konačni cilj političke djelatnosti trebao je biti uspostavljanje klerofašističke diktature u zemlji.
Parti Rexiste je potporu imala pretežito u frankofonom, valonskom dijelu Belgije, dok je među Flamancima bila popularnija Flamanska nacionalna unija.  Na izborima 1936. reksisti su dobili 21 mjesto u Senatu i 12 mjesta u Predstavničkom domu, dok su tri godine kasnije imali samo po četiri mjesta. 
Nakon uspona NSDAP-a u Njemačkoj, stranka je počela svoje ideje prilagođavati nacističkima usvajajući antisemitizam i sekularne stavove.  Od Nijemaca su dobivali i financijsku pomoć, ali istodobno su slabile veze s Crkvom, uglavnom zbog nezadovoljstva biskupa novom politikom.   Nakon njemačke invazije na Belgiju 1940. jedan dio reksista se uključio u pokret otpora nezadovoljan nacističkom antiklerikalnom i antisemitskom politikom, no većina je surađivala s okupatorom kojeg je vidjela kao saveznika u borbi protiv komunizma.  U uskoj vezi s reksizmom bile su i belgijske SS-formacije Wallonien i Langemarck koje su početkom Operacije Barbarossa poslale 25.000 i 15.000 dobrovoljaca na Istočni front.